# Lessertia spinescens
Lessertia spinescens är en ärtväxtart som beskrevs av Ernst Meyer. Lessertia spinescens ingår i släktet Lessertia och familjen ärtväxter. Inga underarter finns listade i Catalogue of Life.